# Rossano Brasi
Rossano Brasi (ur. 3 czerwca 1972 w Bergamo) – włoski kolarz szosowy i torowy, złoty medalista szosowych mistrzostw świata.

## Kariera
Największy sukces w karierze Rossano Brasi osiągnął w 1993 roku, kiedy wspólnie z Gianfranco Contrim, Rosario Finą i Cristianem Salvato zdobył złoty medal w drużynowej jeździe na czas podczas szosowych mistrzostw świata w Oslo. Był to jednak jedyny medal wywalczony przez niego na międzynarodowej imprezie tej rangi. W tej samej konkurencji zdobył też dwa medale w kategorii juniorów: złoty w 1989 roku i srebrny rok później. Ponadto wygrał Grote Scheldeprijs w 1995 roku oraz Vattenfall Cyclassics rok później. Pięciokrotnie startował w Tour de France, najlepszy wynik osiągając w 1998 roku zajął 86. pozycję w Vuelta a España. W 1992 roku wystąpił na igrzyskach olimpijskich w Barcelonie, gdzie razem z kolegami z reprezentacji był czwarty w drużynowym wyścigu na dochodzenie. W 2002 roku zakończył karierę.